# 肉のあまいけ
株式会社天池は、生鮮食品店およびスーパーマーケットと外食事業を展開する日本の企業、東京都練馬区に本社を置き、東京都をはじめ関東地方の1都5県で出店している。

## 概要
単独およびテナント出店を展開する食肉店「肉のあまいけ」と鮮魚店の「魚勝」、生鮮食品を中心としたスーパーマーケット「生鮮館世界市」と「生鮮あまいけ」の店舗展開を行うほか、外食事業として居酒屋土間土間西川口店を擁している。東京都食肉事業協同組合加盟であるが上部組織全国食肉事業協同組合連合会発行のお肉のギフト券は利用対象外。

## 沿革
- 1964年 - 創業
- 1970年 - 設立
- 1972年 - 練馬区の現在地に本社と店舗を開設

## 店舗
自社で展開するスーパーマーケット生鮮館世界市および生鮮あまいけ内に、肉のあまいけおよび魚勝が出店している形態がある。